# Giovanni Delise
Giovanni Delise (1 de noviembre de 1907-19 de mayo de 1947) fue un deportista italiano que compitió en remo.
Participó en los Juegos Olímpicos de Ámsterdam 1928, obteniendo una medalla de oro en la prueba de cuatro con timonel. Ganó tres medallas de oro en el Campeonato Europeo de Remo entre los años 1929 y 1934.

## Palmarés internacional
| Juegos Olímpicos   | Juegos Olímpicos         | Juegos Olímpicos | Juegos Olímpicos   |
| Año                | Lugar                    | Medalla          | Prueba             |
| ------------------ | ------------------------ | ---------------- | ------------------ |
| 1928               | Ámsterdam (Países Bajos) | Medalla de oro   | Cuatro con timonel |
| Campeonato Europeo |                          |                  |                    |
| Año                | Lugar                    | Medalla          | Prueba             |
| 1929               | Bydgoszcz (Polonia)      | Medalla de oro   | Cuatro con timonel |
| 1932               | Belgrado (Yugoslavia)    | Medalla de oro   | Cuatro con timonel |
| 1934               | Lucerna (Suiza)          | Medalla de oro   | Cuatro con timonel |